# Donovan Ruddock
Donovan „Razor“ Ruddock (* 12. Dezember 1963 in St. Catherine, Jamaika) ist ein ehemaliger kanadischer Schwergewichtsboxer jamaikanischer Herkunft. Er ist oft nur unter dem Namen Razor Ruddock bekannt.

## Profikarriere
Ruddock wurde 1982 Profi und boxte anfangs vorsichtig, er gewann nur gegen drei seiner ersten neun Gegner durch K. o. Gegen David Jaco im zehnten Kampf erlitt er einen Asthmaanfall und gab den Kampf auf. Obwohl er auch in seinem vierzehnten Kampf gegen den in die Jahre gekommenen früheren Weltmeister Mike Weaver nur einen Punktsieg landen konnte, gelang es ihm in der Folge dennoch allmählich, seine Schlagkraft im Ring effektiver einzusetzen.
Am 2. Juli 1989 gewann er vorzeitig gegen James „Bonecrusher“ Smith, was Mike Tyson 1987 nicht gelungen war. Der K. o. 1990 gegen Michael Dokes mit seinem Spezialschlag, dem linken Haken, war derart vernichtend, dass viele Journalisten bekannten, sie hätten Angst gehabt, dass Dokes tot sei.
1991 traf er zweimal auf Mike Tyson, der im Jahr zuvor sensationell seine Weltmeistertitel an Buster Douglas verloren hatte. Es sollten die berühmtesten Kämpfe seiner Karriere werden. In der ersten Begegnung wurde Ruddock von Tyson zwar in der zweiten und dritten Runde zu Boden geschlagen, trotzdem wurde der Kampf von Ringrichter Richard Steele in der siebten Runde nach vorherrschender Meinung zu früh abgebrochen. So wurde ein Rückkampf angesetzt, den Tyson nach Punkten gewann. Auch dieser Kampf verlief äußerst kontrovers, Ruddock musste wieder zweimal zu Boden (in der zweiten und vierten Runde), außerdem wurde ihm ein Punkt für das Schlagen nach dem Rundenende abgezogen. Tyson verlor sogar drei Punkte für Fouls und Tiefschläge.
In den Kämpfen zeigte Ruddock, dass er ein gutes Kinn hatte und mit ca. 105 kg topfit war, er hatte aber nicht die boxerischen Mittel, um Tyson entweder auszupunkten oder zumindest mit seinem Haken sauber zu erwischen und auszuknocken. Ruddock gewann danach jeweils vorzeitig gegen Greg Page und den unbesiegten Phil Jackson (Bilanz 25-0).
Nachdem Tyson 1992 seine Haftstrafe antreten musste und Evander Holyfield Buster Douglas geschlagen und die Titel unter anderem gegen die Altmeister George Foreman und Larry Holmes verteidigt hatte, kam es zu einem verabredeten Mini-Turnier mit Holyfield, Riddick Bowe, Lennox Lewis und Ruddock. Die Sieger aus den Halbfinalen sollten gegeneinander antreten, Ruddock galt allgemein als leicht favorisiert gegenüber Bowe, Lewis und Holyfield.
Ruddock hatte mit Floyd Patterson einen neuen Trainer verpflichtet und ging 1992 als 2:1 Favorit in den Kampf gegen Lewis. Er begann den Kampf in der ersten Runde vorsichtig mit der Führhand. Lewis traf jedoch mit seiner rechten Schlaghand voll und Ruddock musste schwer zu Boden. Der Gong rettete ihn, aber nachdem er in der zweiten Runden wieder zweimal zu Boden musste, wurde der Kampf zugunsten Lewis’ abgebrochen.
Ruddock machte anschließend eine längere Pause und kämpfte dann 1995 gegen Tommy Morrison. Er hatte Morrison in der ersten Runde am Boden, fing sich aber später einen Volltreffer durch Morrisons linken Haken ein und ging k. o.
Später ließ er seine Karriere mit einer Reihe von Siegen gegen unbekannte Gegner ausklingen. Ein Angebot, im Jahr 2000 gegen Vitali Klitschko um die WBO-Weltmeisterschaft zu boxen, musste er wegen medizinischer Probleme absagen. Als Ersatz wurde Chris Byrd verpflichtet. 2001 beendete er schließlich seine Karriere.

## Comeback
Am 28. März 2015 bestritt Ruddock seinen Comeback-Kampf nach fast 14-jähriger Inaktivität und besiegte überraschend Raymond Olubowale durch K. o. in der fünften Runde. Während des Kampfes musste Ruddock selbst einmal zu Boden, was jedoch wahrscheinlich durch Drücken geschah.